# Contea di Prince Edward
La contea di Prince Edward (in inglese Prince Edward County) è una contea dello Stato della Virginia, negli Stati Uniti. La popolazione al censimento del 2000 era di 19 720 abitanti. Il capoluogo di contea è Farmville.